# Etana

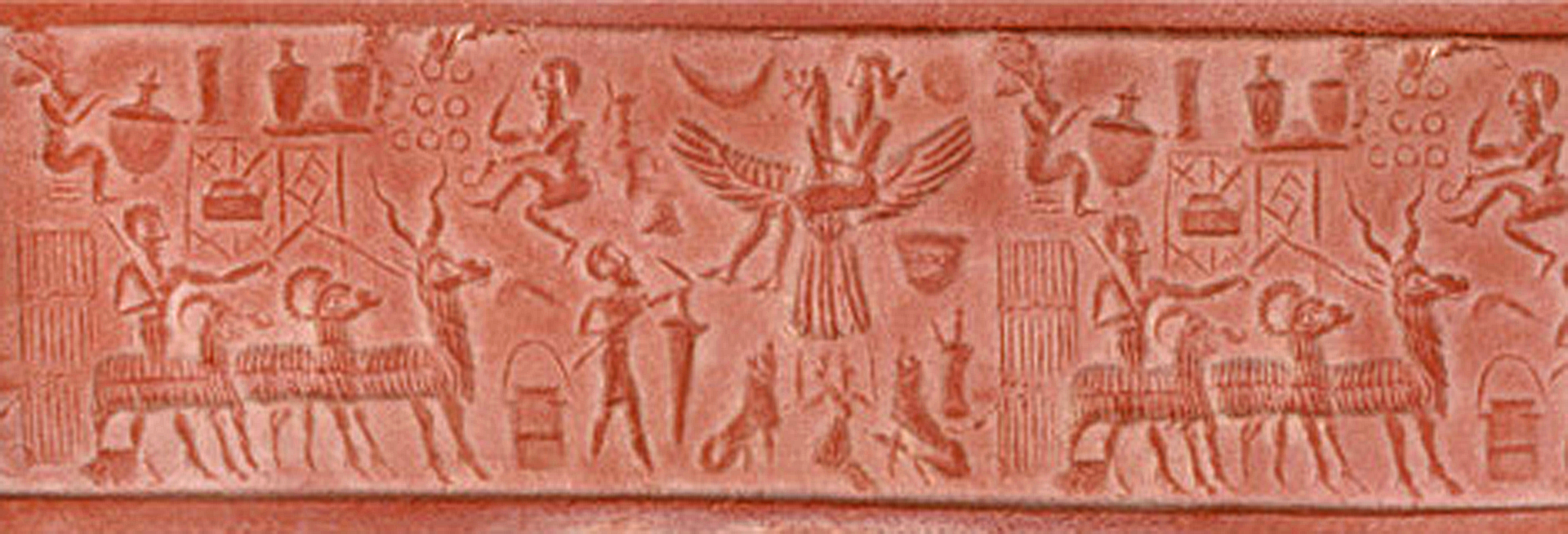
Die Tonabrollung eines Rollsiegels mit Handlungselementen des Etana-Mythos (u. a. „Ritt auf einem Adler“).

Etana (auch Entena; sumerisch men.te.na lugal.e lu bi.in.e.de; mittelassyrisch me-ta-na) war gemäß der sumerischen Königsliste derjenige König, der die erste Dynastie von Kiš begründete. Er erhielt den Beinamen „der Hirte, der zum Himmel aufstieg“.

## Etana-Mythos
Das vorhandene Schriftmaterial erlaubt die Datierung der ursprünglichen Fassung bis mindestens in das 24. Jahrhundert v. Chr. und damit in die wahrscheinliche Abfassungszeit des Gilgamesch-Epos. Nach der Gründung der Stadt Kiš benötigte man einen König. In der neuassyrischen Fassung heißt es unter anderem:

„1 Etana sagte zum Adler 2 ‚Mein Freund, dieser Gott zeigte mir in einem Traum: 3 Wir gingen durch das Eingangstor von Anu, Enlil und Ea, 4 wir verbeugten uns, du und ich, 5 wir gingen durch das Eingangstor von Sin, Adad, Šamaš und Ištar, 6 wir verbeugten uns, du und ich, 7 ich sah ein Haus ohne Fenster, das Siegel...8 ich öffnete die Tür und ging hinein‘.“

Ištar, die Liebes- und Kriegsgöttin und die Tochter des Mondgottes, fand im weiteren Verlauf den Hirten Etana und machte ihn zum ersten König von Kiš. Auf Rollsiegeln ist dargestellt, wie er auf einem aufsteigenden Adler sitzt, während ihm zwei (Hirten-)Hunde von der Erde aus nachschauen. Etana wollte für seine kinderlose Gattin „das Kraut des Gebärens“ vom Himmel herunterholen, stürzte aber, als er fast das Ziel erreicht hatte, mitsamt seinem Adler in die Tiefe. Im Gilgamesch-Epos trifft Enkidu in einem Traum auf den toten Etana:

„165 Welch einen Traum, mein Freund (Gilgamesch), sah ich doch im Verlaufe der Nacht...168 Da war ein Mann, ganz finsteren Gesichts...182 In ein Wesen, das einer Taube gleicht, hatte er mich verwandelt...184 Er hält mich gepackt und führt mich zum Haus des Dunklen, zum Sitz der Ereškigal...189 Dorthin, wo aus Staub ihre (der Bewohner) Nahrung besteht...198 Im Haus des Staubes, das ich betrat, 202 da sitzt Etana, 203 da sitzt die Königin der Unterwelt, Ereškigal. 206 Sie erhob ihr Haupt, ihr Blick fiel auf mich.“

## Dokumentationen
Mit Angaben über den möglichen Ursprung des Etana-Mythos:
- Karakum, die Totenstadt in der Oase. (auch: Karakum – Vergessene Wüstenstädte.) TV-Dokumentation, Frankreich 2001, für ARTE France. Regie: Marc Jampolsky (Info (Memento vom 29. September 2007 im Internet Archive))
- Karakum, Geheimnisse der schwarzen Wüste. TV-Dokumentation, Frankreich 2004, ARTE F. Regie: Marc Jampolsky.